# Port lotniczy Moro
Port lotniczy Moro (IATA: MXH, ICAO: AYMR) – port lotniczy zlokalizowany w miejscowości Moro, w prowincji Southern Highlands, w Papui-Nowej Gwinei.